# マルコス副司令官
マルコス副司令官（まるこすふくしれいかん、スペイン語：Subcomandante Insurgente Marcos、別名：Delegado Cero、生年不詳）は、メキシコの反体制運動サパティスタ民族解放軍（Ejército Zapatista de Liberación Nacional、EZLN）の実質的リーダー。

## 概要
彼自身は代弁者と名乗っている。マルコスは本名ではなく組織での呼び名である。マルコスの名は軍の検問所で殺された友人の名からとったと言われている。
マスコミなどへ姿をあらわすときは目出し帽をしているので正体は不明である。一説には元大学講師で哲学を教えていたと言われている。

## 経歴

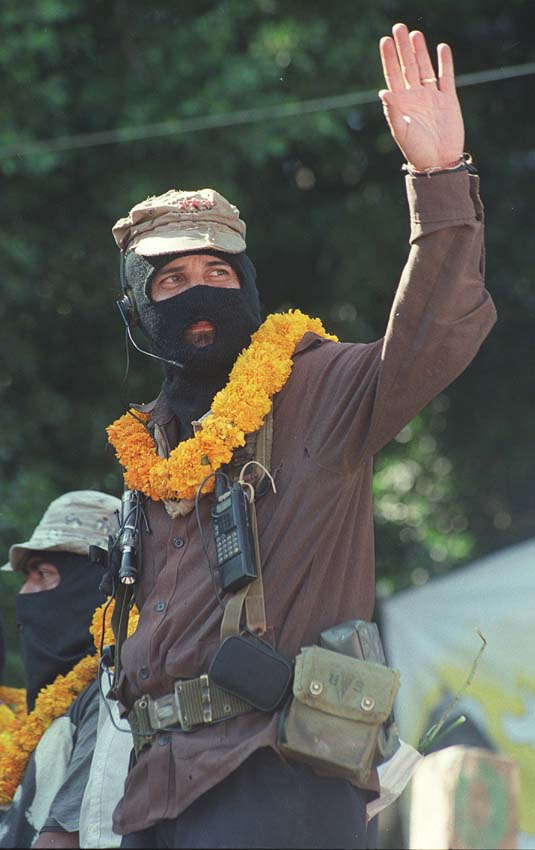
マルコス副司令官（2001年）

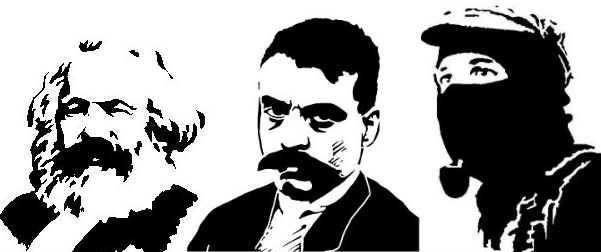
ネオサパティスモの思想の起源となったマルクス、サパタ、マルコス

メキシコ政府はマルコスの正体はラファエル・ギジェン（Rafael Sebastián Guillén Vicente, スペイン移民の子でメキシコ生まれ）という男性であると推定している。ギジェンはタンピコのイエズス会の高校（おそらくそこで解放の神学に影響されたと思われる）に通った。ギジェンは後にメキシコシティに移り首都自治大学（UAM）を卒業し、メキシコ国立自治大学（UNAM）で哲学の修士号を取得し教授を務めていたが、しばらくして大学を去った（おそらく非合法活動のためと思われる）。マルコス自身はいつも自分がラファエル・ギジェンであることは否定しているが、ギジェン家はラファエルが現在、どこにいてなにをしているのか、そしてマルコス副司令官とラファエル・ギジェンが同一人物であるか否かの証言を拒否している。ギジェン家はタマウリパス州の政治に深く関わっており、ギジェンの姉はタマウリパス州の司法長官であり、そして70年間以上メキシコを治めた政党の制度的革命党の非常に有力なメンバーである。2001年にEZLNがメキシコシティへ大遠征したとき、マルコスはメキシコ国立自治大学で講演し、自分が以前に国立自治大学に来たことがあると述べた。
彼の世代の多くと同じように、ギジェンも1968年のトラテロルコの虐殺によって急進的になり、そして毛沢東主義者組織で過激派となった。しかし、チアパス州の先住民の農民たちとの遭遇が彼をサパティスタのイデオロギーに変化させた。さらにマルコスはポストモダンとよばれる社会運動思想のアプローチに感化された。ある者は彼の哲学と動作が、彼の大学時代にメキシコの左翼学生の間でポピュラーであったアントニオ・グラムシの修正マルクス主義の理想がより密接に関係していると主張する。
『A Place Called Chiapas』というドキュメンタリーの中でチアパスでの最初の日について尋ねられたとき、マルコスはこう答えた。
都市の文化で育った人を想像してください。世界で最も大きい都市の一つで大学教育があり、都市生活にも慣れている人です。それは別の惑星へ着陸しているようでした。 新しい言葉と環境。 あなたは別の宇宙からやって来た異星人のようにみなされます。皆があなたに言います。「立ち去れ。これは何かの間違いだ。お前はここにいるべきじゃない」と、私とは別の言語で言ったのです。彼らはあなたに知らせているのです。人々、彼らの生活、天気、雨が降ること、日光、大地、泥の作り方、病気、虫、ホームシック。あなたは言われます。「お前はここにいるべきじゃない」もしそれが悪夢でなければ、何なのですか?
ネティ・ワイルドによるドキュメンタリーの中でサパティスタの力強いレトリックを聞くことができる。これはスペイン語（マヤの言葉ではない）でおこなわれる。彼は目とパイプを銜える口だけを覗かせながらカメラの前で演説した。「我々の時代（Day of the Dead）です」。マルコスは彼が死体であるというサパティスタの信仰を明らかにした。そしてサパティスタも彼と同じ信仰である。
チアパスの山の中では死は日常生活の一部でした。それは雨や晴れと同じくらい一般的でした。(続き)
マヤ人たちはマルコスについてこう話す。「その青い肌の男性は12年前にチアパスに来た。」あるドキュメンタリーでマヤの女性は彼についてこう言った。
私たちは私たちの顔を見るのと同じようには彼の顔が見えません。私たちの顔は私たちははっきりと見えます。しかし、彼の場合は隠されていて、私たちは彼を見ることができません。貧しい人はどんな物でも食べます、彼も食べます。彼はここで私たちよりおいしい物を食べているのでしょうか？　いいえ、私たちと同じものを彼は食べます。私たちは野菜を食べますが、彼もまた野菜を食べます。私たちは、彼が都市出身者であるとは信じられません。私たちはそれを信じることができません。
メキシコ政府は、マルコスが哲学とコミュニケーションの教授であると推測した。

## 著書
1992年から2006年までの間、マルコスは200以上のエッセイと物語を書いて、21冊の本が少なくとも合計で33版発行されている。それらは十分に彼の政治的な考え、そして哲学的な視点を記録している。これらの彼の文章ほとんどは本として刊行されている。マルコスは遠回しな比喩を好む傾向がある。しばしば彼の文章は寓話というかたちで書かれる。しかしながら、粗野で直接的な表現の文章もある。2003年1月の「この星の全ての革命的前衛を非難する（スペイン語：cago 糞の意）」と題されたバスク人民族組織バスク祖国と自由（ETA）への手紙では、
「我々はELZNの子供たちに、色と同じようにとても多くの言語があり、思想もまた数多くあることを教えます。それら言語が思想の生まれる場所ですから」
とマルコスは語った。
「そして私たちは、彼らが彼らの心に話すために、真実を話せと説くのです」

## キャンペーン
マルコスはメキシコのチアパス地域のサパティスタの主要メンバーという定義を避けて、彼自身は世間の一般的な関心から外れるようになった。彼はメキシコの政治制度などをけなしながら、もう一つのキャンペーンの一部として先住権に関してのエッセイまたは物語および論文を発行しながら、モーターバイクで若き日のゲバラのようにモーターサイクル旅行をしながら講演や集会等に参加している。
「マルコスはポストモダンの反逆者です。銃よりも情報が権力へ対しての優位な技術だということがわかっている。彼は非暴力のゲリラです。」

## マスコット
マルコス副司令官は彼が「ペンギン君」と呼んでいる変形した雄鳥（普通の鶏と異なる風体で「異なる存在」の象徴）の動物マスコットとともに旅をする。2006年1月6日のニューヨーク・タイムズの記事によると、マルコスは彼が擁護する様々な権利を奪われた人々のシンボルとして動物を使用しているという。

## 文献
- マルコス副司令官 (1995). もう、たくさんだ!―メキシコ先住民蜂起の記録 . 東京: 現代企画室. ISBN 978-4773894127.
- マルコス副司令官; イグナシオ ラモネ (2002).マルコス・ここは世界の片隅なのか―グローバリゼーションをめぐる対話. 東京:  現代企画室. ISBN 978-4773802023.
- マルコス副司令官; イボン・ル・ボ (2005). サパティスタの夢. 東京: 現代企画室. ISBN 978-4773801019.
- マルコス副司令官 (2004). ラカンドン密林のドン・ドゥリート― . 東京: 現代企画室. ISBN 978-4773801057.
- マルコス副司令官 (2005). 老アントニオのお話.東京: 現代企画室. ISBN 978-4773804119.